# Chamaeangis
Chamaeangis es un género con 27 especies  de orquídeas de hábitos epífitas. Es originario de  África, en Madagascar y las Mascareñas.

## Descripción
Es una planta de tamaño medio, monopodial y epífita con corto o largo tallo y hojas coriáceas o carnosas, bi-lobuladas en su ápice y que tiene la misma cultura de cultivo que el género Aerides.

## Taxonomía
El género fue descrito por Rudolf Schlechter y publicado en Beihefte zum Botanischen Centralblatt 36(2): 107. 1918.

## Especies
| - Chamaeangis boutonii (Rchb.f.) Garay (1972). - Chamaeangis coursiana H.Perrier (1951). - Chamaeangis dewevrei (De Wild.) Schltr. (1918). - Chamaeangis divitiflora (Schltr.) Schltr. (1915). - Chamaeangis gabonensis Summerh. (1958). - Chamaeangis gracilis (Thouars) Schltr. (1915). - Chamaeangis hariotiana (Kraenzl.) Schltr. (1915). - Chamaeangis hildebrandtii (Rchb.f.) Garay (1972). - Chamaeangis humblotii (Rchb.f.) Garay (1972). - Chamaeangis ichneumonea (Lindl.) Schltr. (1918). - Chamaeangis kloetzlianum Szlach. & Olszewski (2001). - Chamaeangis lanceolata Summerh. (1958). - Chamaeangis lecomtei (Finet) Schltr. (1918). - Chamaeangis letouzeyi Szlach. & Olszewski (2001). - Chamaeangis odoratissima (Rchb.f.) Schltr. (1915). - Chamaeangis oligantha (Schltr.) Schltr. (1915). - Chamaeangis orientalis Summerh. (1951 publ. 1952). - Chamaeangis pauciflora Pérez-Vera (2003). - Chamaeangis pobeguinii (Finet) Schltr. (1915). - Chamaeangis sarcophylla Schltr. (1915). - Chamaeangis schliebenii Mansf. (1933). - Chamaeangis thomensis (Rolfe) Schltr. (1918). - Chamaeangis urostachya (Kraenzl.) Schltr. (1915). - Chamaeangis vagans (Lindl.) Schltr. (1918). - Chamaeangis vesicata (Lindl.) Schltr. (1918). |